# Mecistauchenus micronyx
Mecistauchenus micronyx är en mångfotingart som först beskrevs av Henri W. Brölemann 1902.  Mecistauchenus micronyx ingår i släktet Mecistauchenus och familjen Aphilodontidae. Inga underarter finns listade i Catalogue of Life.